# Mbusa Nzanzu Yotama
Mbusa Nzanzu Yotama Mbenze est un homme politique congolais, député provincial de la ville de Butembo, en République démocratique du Congo.

## Biographie

### Vie privée
Le 29 février 2020, Mbusa Nzanzu Yotama a célébré son mariage avec Masika Mukono. La cérémonie civile a eu lieu à Vatolya, en présence de leurs familles et proches.

## Carrière

### Politique
Juriste de formation, Mbusa Nzanzu Yotama est élu député provincial de Butembo, il a plaidé pour la création d'un tribunal spécial en RDC afin de juger les auteurs de crimes graves, notamment en lien avec le massacre de Kikyo survenu en 1998. Il estime que la justice congolaise doit prendre des mesures pour que les responsables de ces actes répondent de leurs crimes.
Lors des élections provinciales de 2023, Mbusa Nzanzu Yotama a été réélu député provincial de Butembo, figurant parmi les quatre représentants de la ville à l'Assemblée provinciale du Nord-Kivu.